# تالاب رودریگو ده فریتس

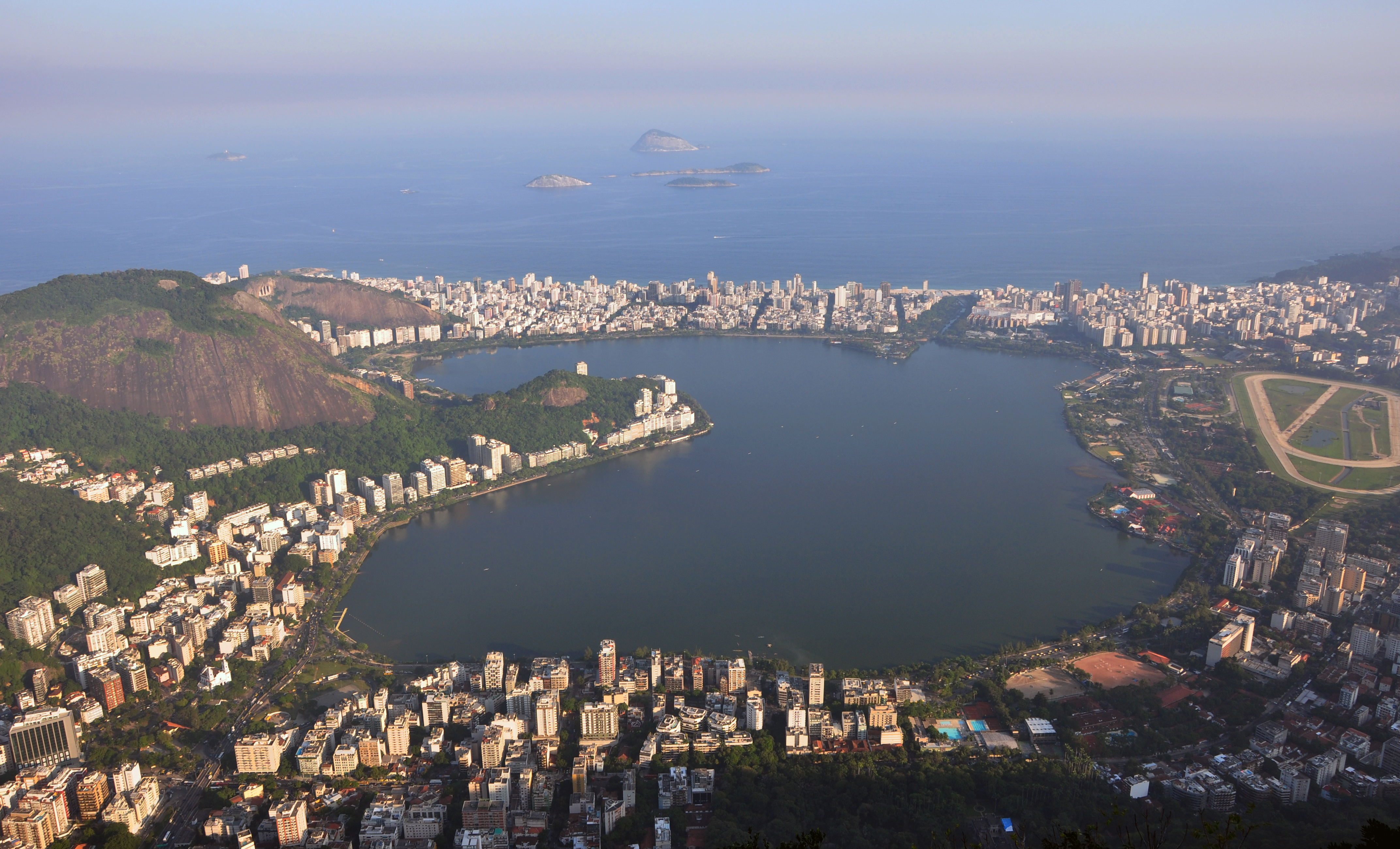
نمایی از تالاب رودریگو ده فریتس

تالاب رودریگو ده فریتس (انگلیسی: Rodrigo de Freitas Lagoon) یک تالاب در جنوب شهر ریودو ژانیرو، برزیل است.
این تالاب که به اقیانوس اطلس متصل است ۲.۲ کیلومتر مربع مساحت، ۷.۸ کیلومتر محیط و ۲.۸ متر عمق متوسط دارد، تالاب رودریگو ده فریتس میزبان برگزاری مسابقات روئینگ و کانو و کایاک بازی‌های المپیک تابستانی ۲۰۱۶ خواهد بود.

## نگارخانه

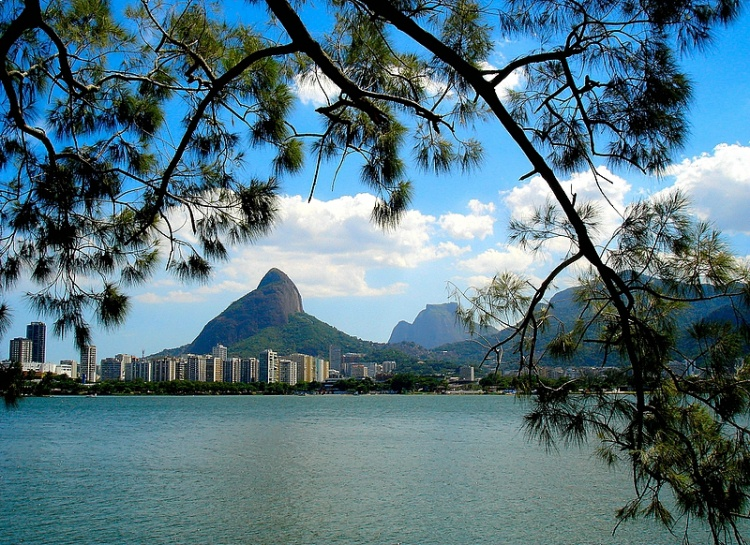
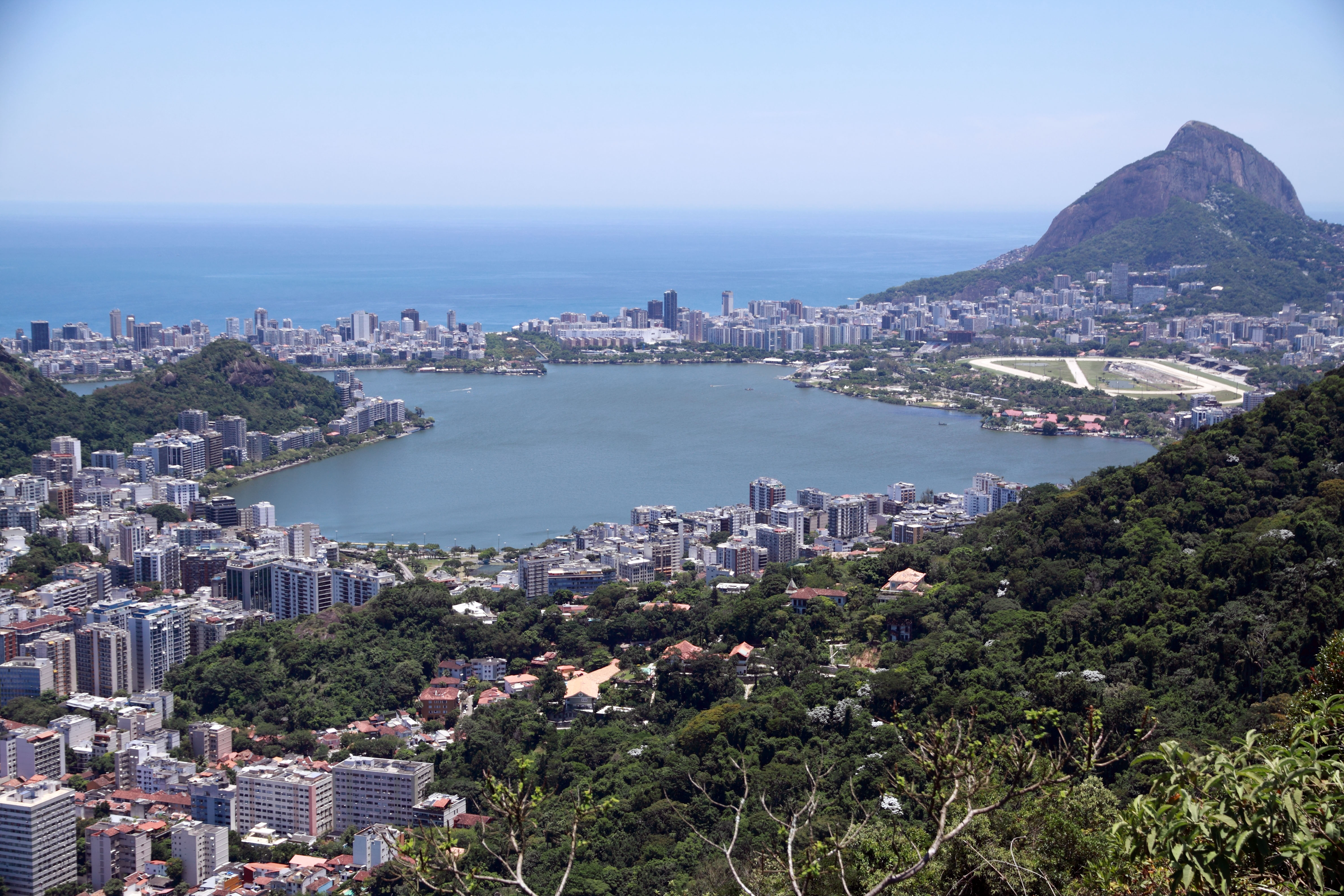
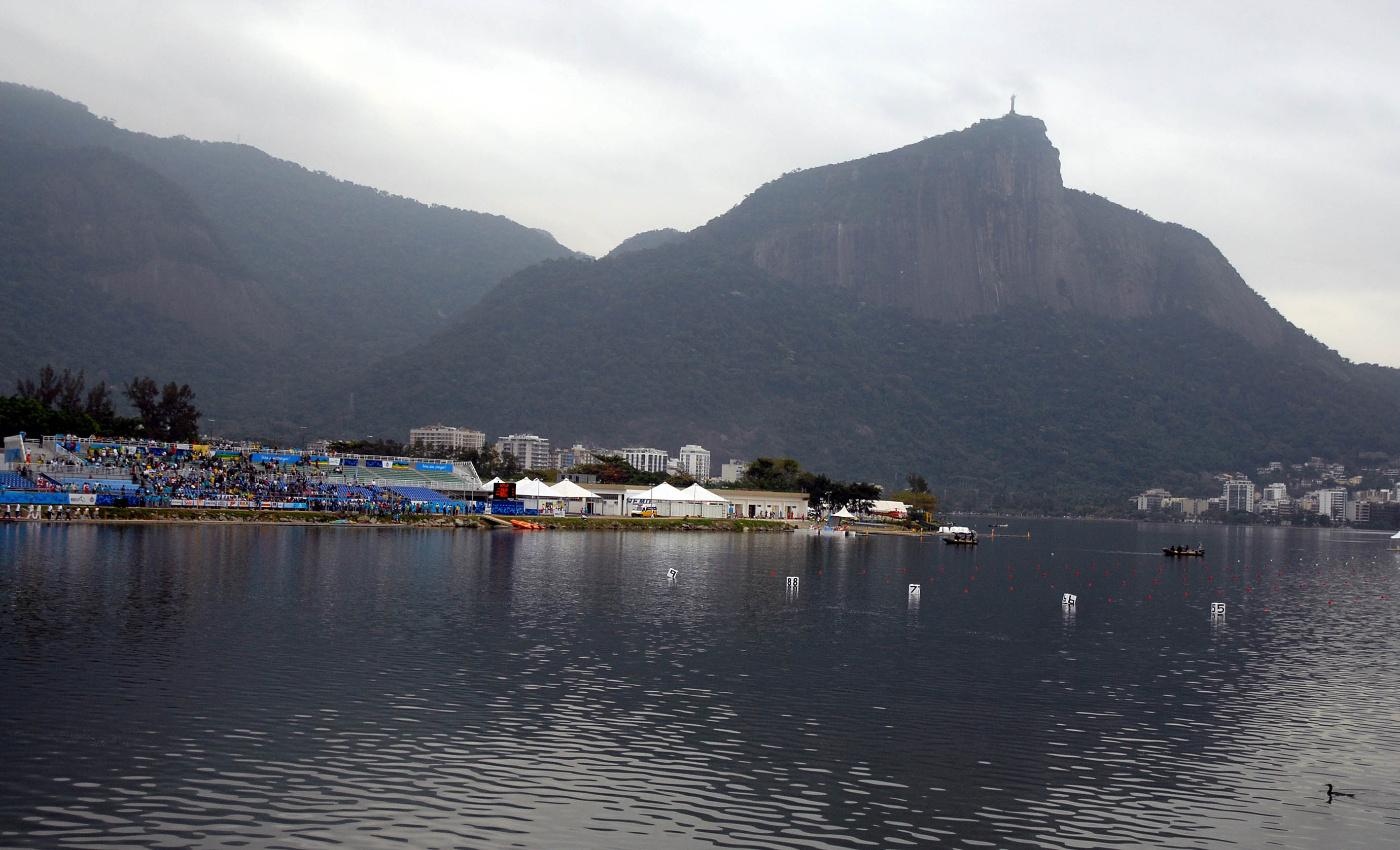
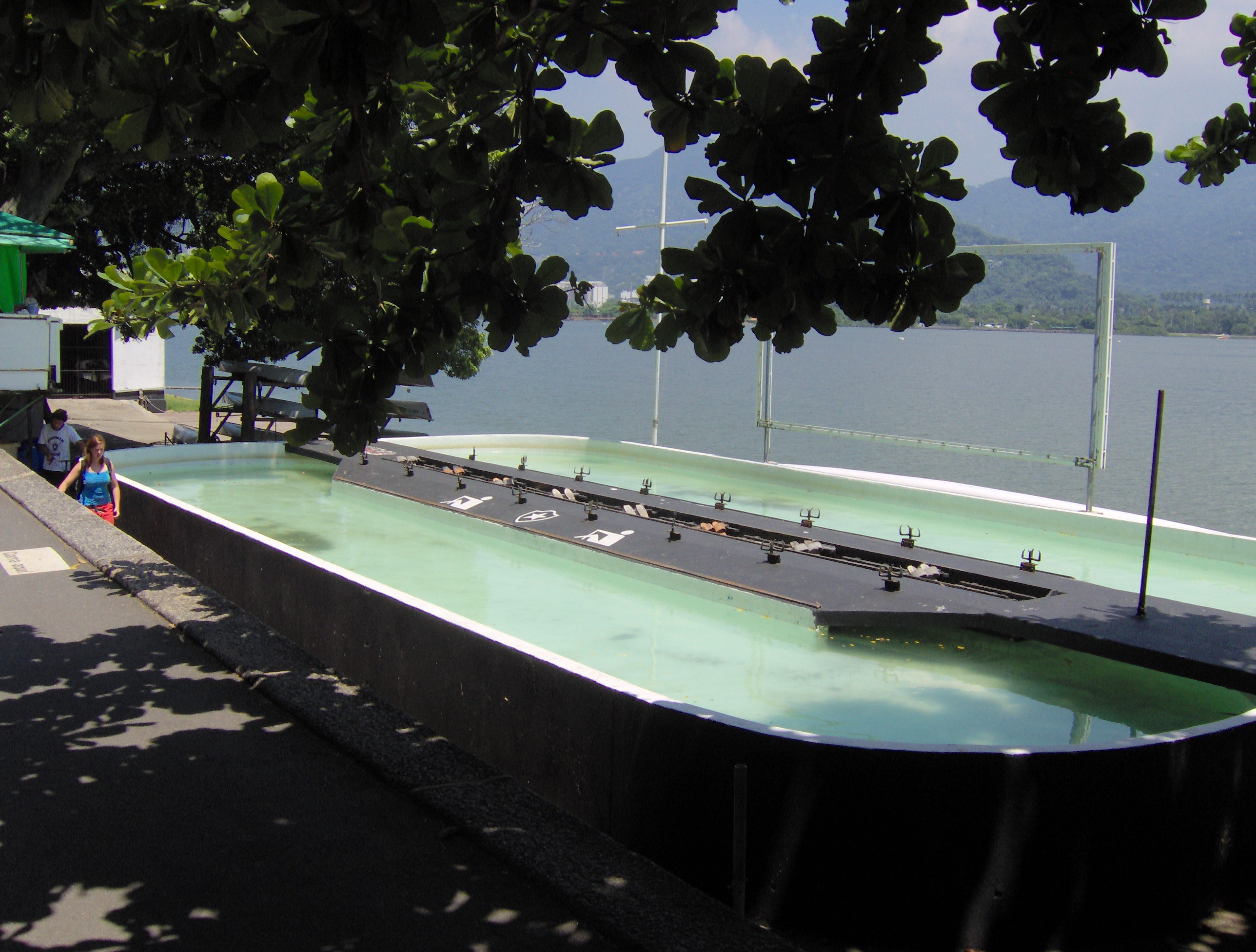
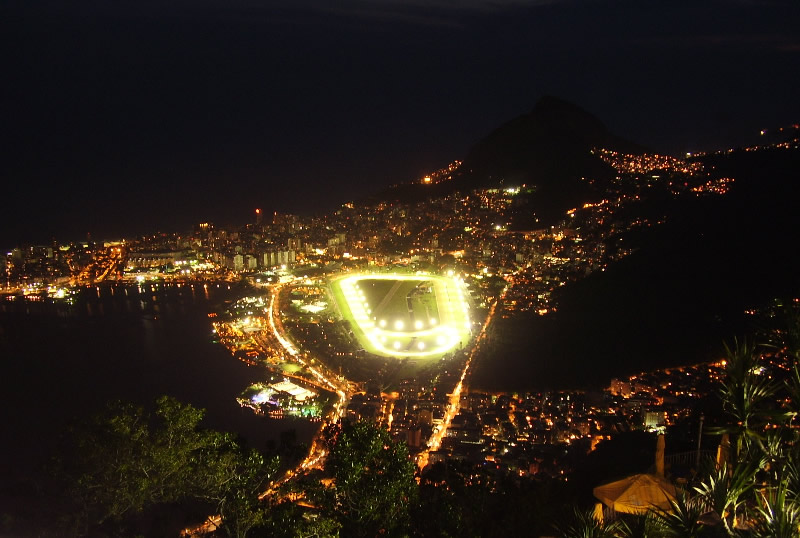